# Rikki (Sänger)
Rikki (eigentlich: Richard Peebles, * 1956) ist ein ehemaliger britischer Popsänger.

## Leben und Wirken
Er nahm am Concours Eurovision de la Chanson 1987 in Brüssel teil. Mit seinem selbstkomponierten Popsong Only the Light gewann er die britische Vorauswahl und landete beim Wettbewerb in Brüssel dann auf Platz 13. Die Single landete in den UK-Charts auf Platz 96.
Ein Album von ihm konnte sich nicht in den Charts platzieren und er verschwand von der Bildfläche.